# Randy Brecker
Randal Edward "Randy" Brecker, född 27 november 1945 i Cheltenham i Pennsylvania, är en amerikansk trumpetare och flygelhornist. Han spelar mest inom genrerna jazz, rock och R&B och har framträtt och spelat in med Stanley Turrentine, Billy Cobham, Bruce Springsteen, Lou Reed, Sandip Burman, Charles Mingus, Blood, Sweat & Tears, Horace Silver, Frank Zappa, Parliament, Chris Parker, Jaco Pastorius, Dire Straits, och många fler.
Under sina tidiga år studerade Brecker trumpet med Bill Adam på Indiana University.
Randy Brecker spelade på Blood, Sweat & Tears första album, Child is Father to the Man, men lämnade bandet när grundaren Al Kooper och trumpetare Jerry Weiss tidigare lämnat gruppen. Lew Soloff blev hans ersättare.
Han var en känd medlem i Larry Coryells inflytelserika jazz fusion-grupp The Eleventh House år 1973.
Randy Brecker är äldre bror till jazzsaxofonisten Michael Brecker (1949–2007). Tillsammans ledde de grupperna Dreams och Brecker Brothers, en populär funk och fusion-grupp som har spelat in flera album från 1970-talet ända till 1990-talet.
Efter upplösningen av Brecker Brothers 1982, spelade Randy in och turnerade som en medlem i Jaco Pastorius storband Word of Mouth. Det var inte långt därefter som han mötte och senare gifte sig med den brasilianska jazzpianisten Eliane Elias.  Eliane och Randy skapade sitt eget band och turnerade världen över och spelade in ett album Amanda tillsammans, utgivet av Passport Records.
Under sommaren 2001 återförenades Randy och hans bror Michael för en europaturné som det tidigare Brecker Brothers, och gjorde reklam för sin skiva Hangin' In The City.
Hans senaste skiva för ESC, 34th N Lex gavs ut i april 2003. Den innehöll elva nya Randy Brecker-kompositioner och arrangemang och även "dream horn section" bestående av David Sanborn, Michael Brecker, Fred Wesley och Ronnie Cuber, tillsammans med Randys ordinarie band och nuvarande fru, den italienska tenorsaxofonisten Ada Rovatti.
Han är medlem i GRP All Star Big Band.

## Diskografi
- 1968 – Child is Father to the Man — Blood, Sweat & Tears
- 1972 – In Pursuit of the 27th Man — Horace Silver Quintet
- 1975 – The Brecker Brothers — Brecker Brothers
- 1976 – Back to Back — Brecker Brothers
- 1977 – Don't Stop the Music — Brecker Brothers
- 1977 – The Atlantic Family Live In Montreux
- 1978 — Heavy Metal Bebop — Brecker Brothers
- 1979 – Invitation — Jaco Pastorius
- 1980 – Detente — Brecker Brothers
- 1981 – Straphangin' — Brecker Brothers
- 1985 – Amanda
- 1986 – In the Idiom
- 1988 – Live at Sweet Basil
- 1990 – Toe to Toe
- 1991 – Score — Brecker Brothers
- 1992 – Return of the Brecker Brothers — Brecker Brothers
- 1994 – Out of the Loop — Brecker Brothers
- 1995 – Into the Sun
- 1997 – A Prescription for the Blues — Horace Silver Quintet
- 2001 – Hangin' in the City
- 2003 – 34th N Lex
- 2005 – Some Skunk Funk — med Michael Brecker
- 2005 – Box of Photographs — Johnny Rodgers & The Johnny Rodgers Band